# Piéride du tapier
Ascia monuste
« Ascia » redirige ici. Pour le symbole funéraire romain, voir Ascia (outil).
Genre
Espèce
Le Piéride du tapier (Ascia monuste) est une espèce de lépidoptères (papillons) américains de la famille des Pieridae et de la sous-famille des Coliadinae. Elle est l'unique espèce du genre monotypique Ascia.

## Morphologie
L'imago d’Ascia monuste est un grand papillon blanc sur la face supérieure, avec l'apex des ailes antérieures bordé de noir. Le revers est similaire chez la femelle, alors que chez le mâle, l'aile postérieure et le bord de l'aile antérieure sont jaune clair. Les antennes se terminent en massues de couleur bleue.

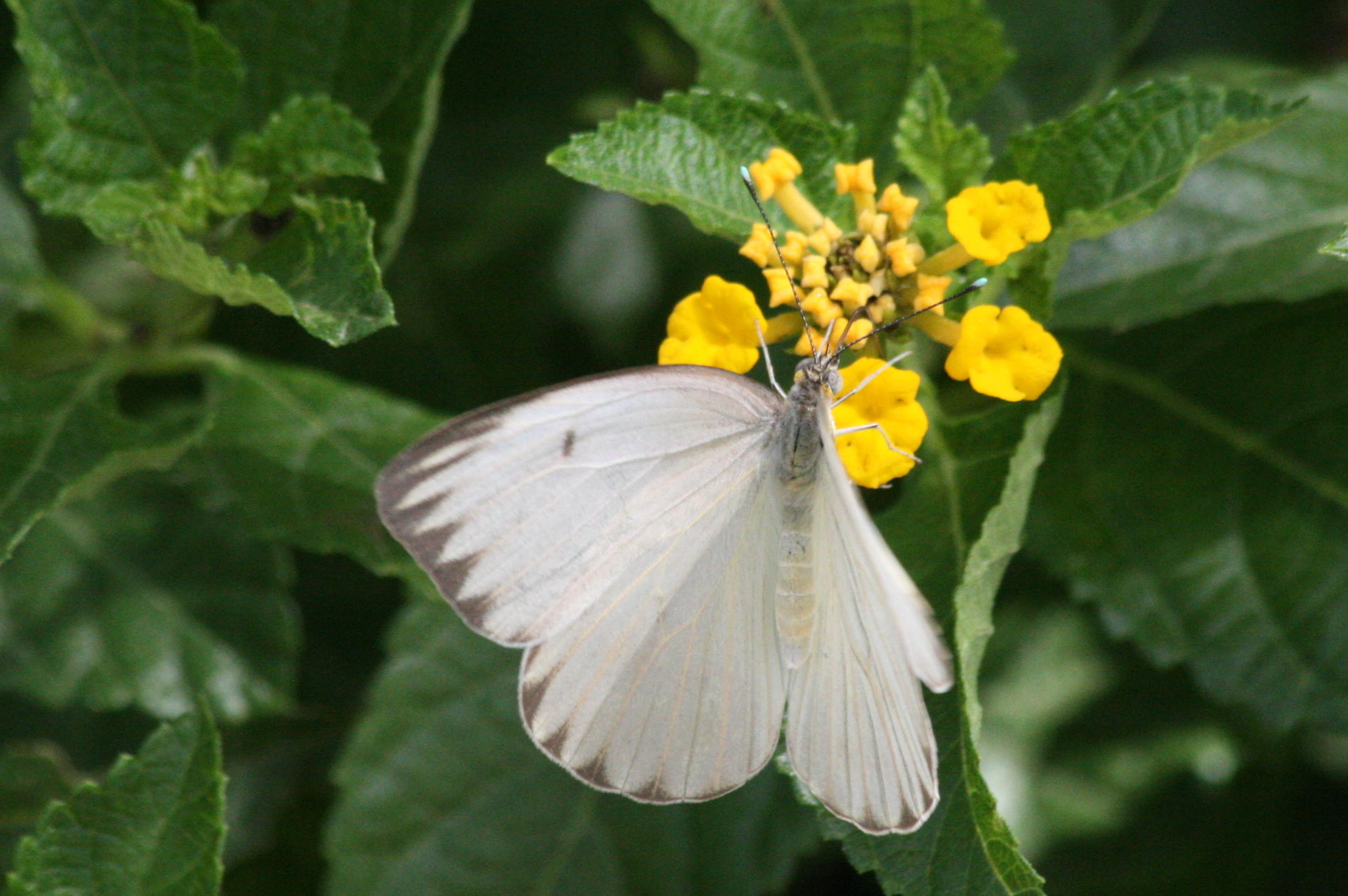
Dessus d'une femelle.
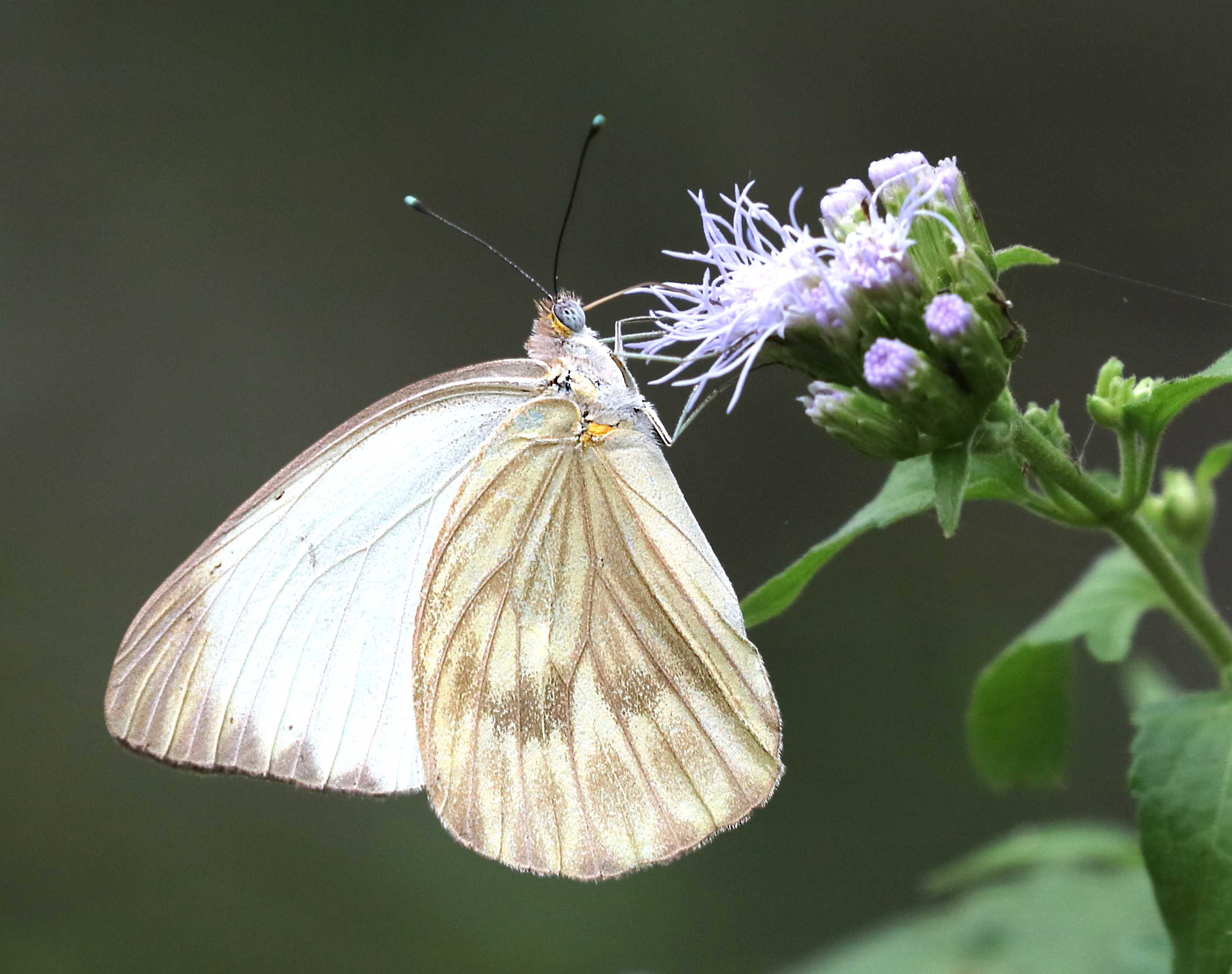
Revers des ailes.

Les œufs sont jaune pâle, la chenille est bleuâtre ornée de lignes jaunes, et la chrysalide est jaune pâle ornée de noir.

## Biologie

### Phénologie
L'espèce est multivoltine et vole toute l'année.

### Plantes hôtes
Les plantes hôtes de la chenille sont des Brassicaceae, notamment le chou commun (Brassica oleracea), ainsi que Cleome viscosa, Crateva tapia et des Capparidaceae[réf. souhaitée].

## Distribution et biotopes

### Distribution
Cette espèce a une distribution subtropicale et tropicale, sur le continent américain (du Sud des États-Unis à l'Argentine) et aux Antilles (notamment : Guadeloupe, Martinique, Saint-Martin, Saint-Barthélémy, La Désirade, Marie-Galante, îles des Saintes).
Ce papillon est un bon voilier et a été observé quelques fois en Europe. Il a plutôt une tendance dispersive que réellement migratrice, et reste habituellement à l'intérieur de son aire de répartition.

### Biotopes
L'espèce affectionne les espaces marécageux[réf. souhaitée].

## Systématique
L'espèce actuellement appelée Ascia monuste a été décrite par le naturaliste suédois Carl von Linné en 1764, sous le nom initial de Papilio monuste,.
Elle est l'espèce type du genre Ascia, qui a été décrit en 1777 par Giovanni Antonio Scopoli,. Elle en est actuellement la seule espèce (certains auteurs lui attribuaient d'autres espèces, mais elles ont été reclassées dans le genre Ganyra).

### Liste des sous-espèces
Plusieurs sous-espèces ont été décrites,, :
- Ascia monuste monuste (Linnaeus, 1764) — du Sud-Ouest des États-Unis au Suriname, et dans le Sud des Petites Antilles (de Sainte-Lucie à la Grenade).
- Ascia monuste phileta (Fabricius, 1775) — aux Bahamas et en Floride.
- Ascia monuste virginia (Godart, 1819) — dans le Nord des Petites Antilles.
- Ascia monuste eubotea (Godart, 1819) — aux Grandes Antilles, de Cuba aux îles Vierges.
- Ascia monuste orseis (Godart, 1819) — au Brésil et en Argentine.
- Ascia monuste suasa (Boisduval, 1836) — au Pérou.
- Ascia monuste automate (Burmeister, 1878) — en Argentine.
- Ascia monuste raza Klots, 1930 — en Basse-Californie du Sud.

## Noms vernaculaires
- En français : la Piéride du tapier[8], et pour la sous-espèce virginia : la Piéride craie[9].
- En anglais : Great Southern White[4].
- En espagnol : Blanco de Col ou Sayjú[10].

## Protection
L'espèce n'a pas de statut de protection particulier en France.